# コンスタント・ランバート
レナード・コンスタント・ランバート（Leonard Constant Lambert、1905年8月23日 - 1951年8月21日）は、イギリスの作曲家、指揮者。

## 家族
父はロシア生まれのオーストラリアの画家、ジョージ・ワシントン・ランバート（1873年-1930年）。息子は音楽プロデューサーで、イングランドのロック・バンドであるザ・フーのマネージャーを務めたクリストファー・"キット"・ランバート（1935年-1981年）。

## 生涯
ロンドン出身。10代で作曲を始め、王立音楽大学でレイフ・ヴォーン・ウィリアムズに師事。
1925年にセルゲイ・ディアギレフの委嘱でバレエ・リュスのために「ロメオとジュリエット」の音楽を作曲。ジャズの影響を受けたカンタータ「リオ・グランデ」で知られるようになった。
1931年にヴィック・ウェルズ・バレエ団の創設者の１人となり、1947年まで音楽監督と指揮者を務めた。合唱曲「夏の遺言書」の失敗で、指揮活動に重点を移すようになった。指揮者としては、リスト、シャブリエ、ワルトトイフェルやロシア・ロマン派の作品を多く演奏した。
長年に渡る飲酒がたたり、1951年に糖尿病と肺炎を併発してロンドンで死去。同地のブロンプトン墓地に両親と息子と共に埋葬されている。

## 主な作品
- バレエ「ロミオとジュリエット」（1925）
- 管弦楽のための音楽（1927）
- カンタータ「リオ・グランデ」（1927）
- バレエ「ポモーナ」（1927）
- ピアノソナタ（1929）
- ピアノと9つの楽器のための協奏曲（1930-31）
- 合唱曲「夏の遺言書」（1932-35）
- バレエ「占星天宮図」（1937）
- 英雄へのささげもの（1942）
- 映画音楽「アンナ・カレーニナ」（1947）
- バレエ「ティレジアス」（1950）

## 文献
- Motion, Andrew. The Lamberts: George, Constant & Kit. New York: Farrar Straus Giroux, 1986. ISBN 0374182833.